# جنگ چارلی ویلسون: داستان خارق العاده بزرگترین عملیات مخفی در تاریخ
جنگ چارلی ویلسون: داستان خارق العاده بزرگ‌ترین عملیات مخفی در تاریخ (که بعداً با عنوان جنگ چارلی ویلسون: داستان فوق‌العاده چگونه وحشی‌ترین مرد کنگره و یک مأمور سرکش سیا تاریخچه زمان ما را تغییر دادند) کتابی است که در سال ۲۰۰۳ توسط جورج کریل سوم نوشته شده‌است. پس از انتشار، این کتاب مورد تحسین نیویورک تایمز قرار گرفت و در فهرست پرفروش‌ترین کتاب‌ها قرار گرفت. این کتاب همچنین در فهرست پرفروش ترین‌های واشینگتن پست و لس آنجلس تایمز قرار گرفت.
این کتاب داستان جزئیات نقش چارلی ویلسون نماینده ایالات متحده در ارائه کمک به مجاهدین افغان در طول جنگ شوروی-افغانستان را شرح می‌دهد. کتاب نقش نماینده کنگره تگزاس را در تسهیل عملیات سایکلون سیا، یک مأموریت مخفی در افغانستان، به تصویر می‌کشد. ویلسون از مأمور سیا، گاست آوروکوتوس، رئیس منطقه ای سازمان اطلاعات مرکزی کمک گرفت. عملیاتی که به یکی از بزرگ‌ترین عملیات‌های نظامی تبدیل شد که سیا در بازه زمانی ۱۳ سال و صرف میلیون‌ها دلار انجام داد. کتاب بر اساس مجموعه‌ای از مصاحبه‌ها و یک گزارش ۶۰ دقیقه‌ای است که توسط روزنامه‌نگار آمریکایی جورج کریل سوم، یکی از تهیه‌کننده‌گان برنامه ۶۰ دقیقه انجام شده‌است. از آنجاییکه این کتاب اطلاعات منتشر نشده در مورد معاملات ایالات متحده با مجاهدین افغان به مردم ارائه کرد استقبال از کتاب در آمریکای پس از ۱۱ سپتامبر بسیار مثبت بود. کتاب کریل همچنین رویدادهای مهمی را که در طول ۱۳ سال رخ داده‌است، شرح می‌دهد، این که چگونه چارلی ویلسون توانست با نظارتی بسیار محدود، یک جنگ مخفیانه را اداره کند.
از این کتاب در سال ۲۰۰۷ در ساخت فیلم جنگ چارلی ویلسون مایک نیکولز اقتباس شد که در آن ویلسون توسط تام هنکس به تصویر کشیده شد. این فیلم نامزد چندین جایزه گلدن گلوب شد اما نتوانست در هیچکدام برنده شود.